# 東芝インフラシステムズ
東芝インフラシステムズ株式会社（英: Toshiba Infrastructure Systems & Solutions Corporation〈TISS〉）は、かつて存在した東芝の連結子会社。東芝グループの中で社会インフラ事業を行う事業会社であった。

## 概説
2017年7月1日、株式会社東芝の社内カンパニーであるインフラシステムソリューション社と、子会社の東芝電機サービス株式会社の吸収分割により発足した。
同年に行われた東芝本体の事業の分社化（東芝インフラシステムズ・東芝エネルギーシステムズ・東芝デバイス&ストレージ・東芝デジタルソリューションズ）の内、社会インフラ事業領域に該当する。
2020年1月、株式公開買付けにより子会社である西芝電機の株式92.68%を取得した。
2025年4月1日付で再度東芝本体へ吸収合併され、消滅した。

## 主要事業
- 社会システム事業
- 電波システム事業（防衛省向けのミサイル、レーダー等を含む）
- セキュリティ・自動化システム事業
- 鉄道システム事業
- 産業システム事業
- ビル・施設ソリューション事業

## 事業所・工場
- 府中事業所
- 小向事業所
- 三重工場

## 主要子会社
- 川俣精機
- 東芝ITコントロールシステム
- 東芝EIコントロールシステム
- 東芝環境ソリューション
- 東芝産業機器システム
- 東芝シュデネール・インバータ
- 東芝自動機器システムサービス
- 東芝通信インフラシステムズ
- 東芝ディーエムエス
- 東芝テリー
- 東芝電波テクノロジー
- 東芝電波プロダクツ
- 東芝インフラテクノサービス
- 西芝電機
- 西日本家電リサイクル
- 日本エレクトロニツクシステムズ